# Olympische Sommerspiele 1992/Teilnehmer (Chile)
| Gelbes Symbol für Goldmedaillen mit stilisierten Olympischen Ringen | Graues Symbol für Silbermedaillen mit stilisierten Olympischen Ringen | Braundes Symbol für Bronzemedaillen mit stilisierten Olympischen Ringen |
| ------------------------------------------------------------------- | --------------------------------------------------------------------- | ----------------------------------------------------------------------- |
| —                                                                   | —                                                                     | —                                                                       |

Chile nahm an den Olympischen Sommerspielen 1992 in Barcelona, Spanien, mit einer Delegation von zwölf Sportlern (neun Männer und drei Frauen) teil.

## Teilnehmer nach Sportarten

### Boxen
- Ricardo Araneda
Mittelgewicht: 9. Platz

### Leichtathletik
- Jaime Ojeda
Marathon: 62. Platz

- Tómas Riether
Stabhochsprung: In der Qualifikation ausgeschieden

- Gert Weil
Kugelstoßen: 13. Platz in der Qualifikation

### Radsport
- Miguel Droguett
Straßenrennen, Einzel: Rennen nicht beendet
Punkterennen: Vorrunde

### Schießen
- Carlos Abarza
Skeet: 42. Platz

- Alfonso de Iruarrizaga
Skeet: 42. Platz

### Segeln
- Marissa Maurin
Frauen, Europe: 24. Platz

### Tennis
- Paulina Sepúlveda
Frauen, Einzel: 33. Platz

### Tischtennis
- Augusto Morales
Einzel: 49. Platz
Doppel: 25. Platz

- Marcos Núñez
Einzel: 49. Platz
Doppel: 25. Platz

- Sofija Tepes
Frauen, Einzel: 49. Platz